# 桜の足あと
「桜の足あと」（さくらのあしあと）は、日本のバンド藍坊主のメジャー3枚目のシングルである。2006年3月15日発売。発売元はトイズファクトリー。

## 概要
- アルバム「ハナミドリ」からの先行シングル。
- CD-EXTRA仕様で「春風」のライブ映像を収録。

## 収録曲
1. 桜の足あと(4:46)
作詞：佐々木健太、作曲：藤森真一
  - hozzyと藤森にとって初の共作である。
2. 柔らかいローウィン(4:23)
作詞・作曲：佐々木健太
  - ローウィンとは「光が揺れる音、左揺れ」という意味であり、歌詞に出てくる「ローウォン」は「右揺れ」という意味である。
3. 春風(Live Take)(4:40)
作詞・作曲：藤森真一
  - ヒロシゲブルーに収録されている曲のライブバージョン。キーとテンポがヒロシゲブルーとは違っている。

## 収録アルバム

### 桜の足あと
- オリジナル『ハナミドリ』（2006年4月26日）

### 柔らかいローウィン
- オリジナル『ハナミドリ』（2006年4月26日）

### 春風
- オリジナル『ヒロシゲブルー』（2004年5月12日）